# Byrrhinus olibroides
Byrrhinus olibroides är en skalbaggsart som först beskrevs av Sharp 1902.  Byrrhinus olibroides ingår i släktet Byrrhinus och familjen lerstrandbaggar. Inga underarter finns listade i Catalogue of Life.